# 2012年9月民主党代表選挙
2012年9月民主党代表選挙（2012ねん9がつみんしゅとうだいひょうせんきょ）は、2012年（平成24年）9月21日に行われた民主党代表選挙である。

## 概要
2011年8月29日に就任した野田佳彦代表の任期満了に伴い実施される民主党代表選挙である。任期満了に伴う通常選挙であり、党所属の現職国会議員・国政選挙の党公認予定候補者・党所属の地方自治体議員・党員およびサポーターによる投票が行われる。なお、今回から党員およびサポーター票については投票権が「日本国籍を有する者」限定となると共に、投票数配分も衆議院の小選挙区制選挙区単位での総取り方式から都道府県単位でのドント方式に変更されることになった。
任期は、党規約の改正によりこれまでの2年が今回の代表選の当選者から3年に延長されたため、2015年9月末までとなる。

### 立候補者
岡田克也前幹事長や前原誠司政調会長など、党内主流派の中では、消費税増税を含む「社会保障と税の一体改革」関連法案を成立させた野田の政治手腕への評価から、野田の続投を支持する意見が強く、野田自身も再選出馬に意欲を見せていた。
その一方で、「一体改革」法案に反対した小沢一郎など党内非主流派の議員が「新党きづな」「国民の生活が第一」を結党して相次いで民主党を離れたため党内での非主流派の勢力は小さくなったものの、非主流派の中でも対立候補を立てる動きが見られ、その中には田中眞紀子元外相や馬淵澄夫元国交相、桜井充政調会長代理らの名前が取りざたされたが、田中は自ら代表戦出馬を固辞、馬淵と桜井も推薦人が集まらないなどの理由で出馬を断念した。
これとは別に、小川淳也をはじめとする主流派・非主流派によらない中堅・若手議員の中からは細野豪志環境相を擁立する動きがあり、一時は細野本人も出馬に前向きな動きを見せ、野田の有力な対抗馬と目されていたが、直前になって細野自身が出馬を見送った。
結局、非主流派からは赤松広隆元農水相、原口一博元総務相、鹿野道彦前農水相の3名がそれぞれ推薦人を集めて立候補に踏み切る。非主流派の候補者一本化が不調に終わったこともあり、野田の再選が優勢である情勢が伝えられていた。

## 党代表選データ

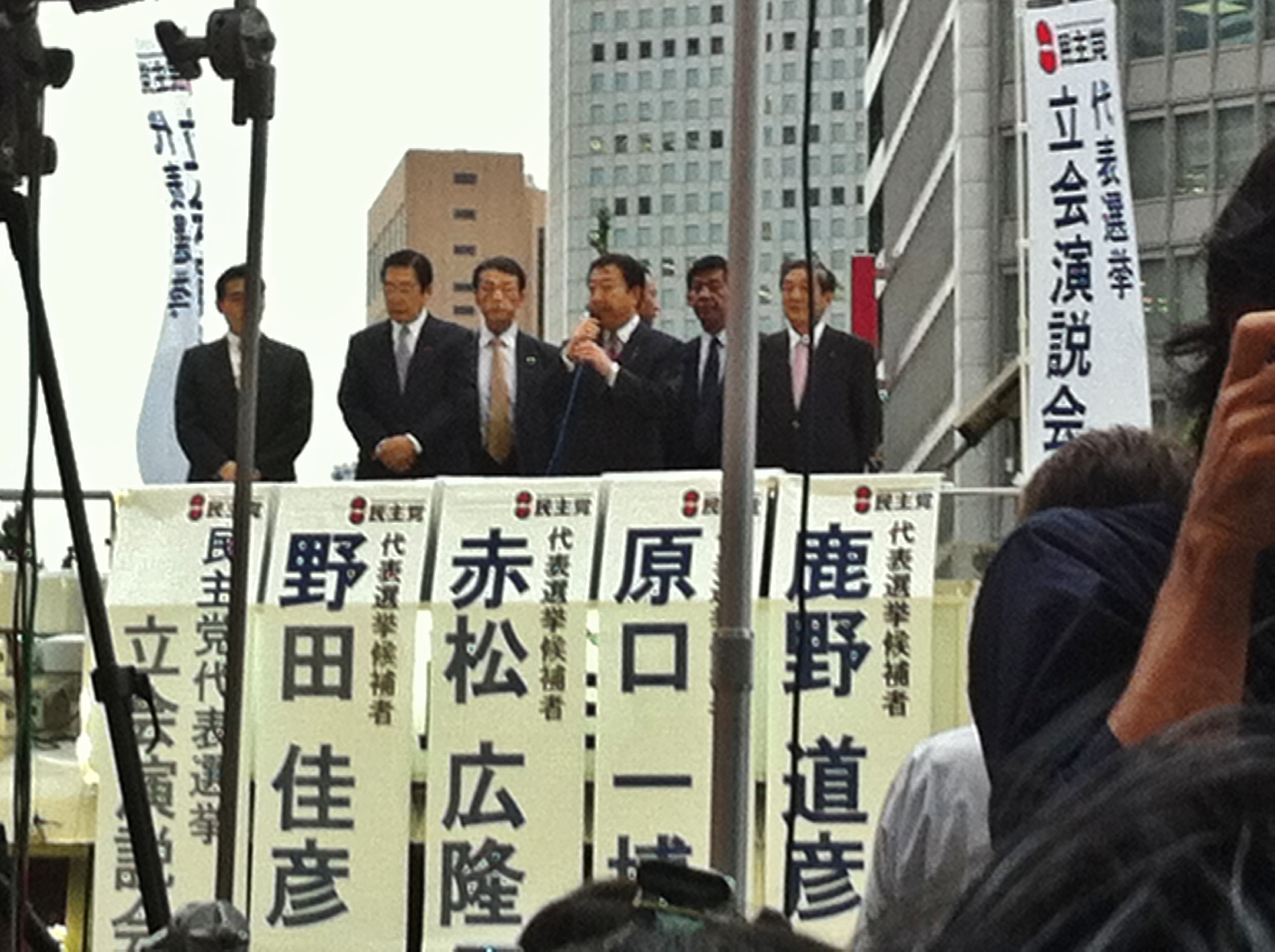
街頭演説を行う立候補者

特記のあるものを除き公告による

### 日程
- 9月10日 - 告示[1]
- 9月21日 - 臨時党大会（投開票）[1]

### 立候補者（届出順）
|  | 野田佳彦 | 衆議院議員、内閣総理大臣（党代表） |
|  | 赤松広隆 | 衆議院議員、元農林水産大臣         |
|  | 原口一博 | 衆議院議員、元総務大臣             |
|  | 鹿野道彦 | 衆議院議員、前農林水産大臣         |

### 中央代表選挙管理委員長
- 柳田稔（参議院議員）

### 推薦人一覧
| 候補者 | 野田佳彦   | 赤松広隆           | 原口一博 | 鹿野道彦   |
| ------ | ---------- | ------------------ | -------- | ---------- |
| 推薦人 | 石田勝之   | 石橋通宏           | 小沢鋭仁 | 荒井聰     |
| 推薦人 | 稲富修二   | 江崎孝             | 川内博史 | 池田元久   |
| 推薦人 | 江端貴子   | 大河原雅子         | 筒井信隆 | 生方幸夫   |
| 推薦人 | 勝又恒一郎 | 海江田万里         | 仲野博子 | 大泉博子   |
| 推薦人 | 神山洋介   | 神本美恵子         | 村井宗明 | 大島九州男 |
| 推薦人 | 郡和子     | 桑原功             | 福田昭夫 | 大西孝典   |
| 推薦人 | 笹木竜三   | 近藤昭一           | 辻恵     | 大畠章宏   |
| 推薦人 | 田島一成   | 今野東             | 中川治   | 小川敏夫   |
| 推薦人 | 田中慶秋   | 斎藤嘉隆           | 梶原康弘 | 川村秀三郎 |
| 推薦人 | 牧野聖修   | 佐々木隆博         | 野田国義 | 古賀一成   |
| 推薦人 | 三日月大造 | 首藤信彦           | 橋本勉   | 小山展弘   |
| 推薦人 | 向山好一   | 武内則男           | 空本誠喜 | 篠原孝     |
| 推薦人 | 本村賢太郎 | ツルネン・マルテイ | 山口和之 | 田名部匡代 |
| 推薦人 | 森本哲生   | 富岡芳忠           | 杉本和巳 | 中山義活   |
| 推薦人 | 山本剛正   | 那谷屋正義         | 阪口直人 | 橋本清仁   |
| 推薦人 | 江田五月   | 初鹿明博           | 山岡達丸 | 樋口俊一   |
| 推薦人 | 加賀谷健   | 皆吉稲生           | 橘秀徳   | 平岡秀夫   |
| 推薦人 | 風間直樹   | 山花郁夫           | 尾立源幸 | 前田武志   |
| 推薦人 | 北澤俊美   | 吉川政重           | 川崎稔   | 増子輝彦   |
| 推薦人 | 鈴木寛     | 吉田統彦           | 田城郁   | 吉田公一   |
| 推薦人 | 直嶋正行   |                    |          | 和嶋未希   |
| 推薦人 | 福山哲郎   |                    |          |            |
| 推薦人 | 前川清成   |                    |          |            |
| 推薦人 | 牧山弘恵   |                    |          |            |
| 推薦人 | 水岡俊一   |                    |          |            |

### 選挙結果
|   |          | 得点数       | 国会議員票     | 公認候補票 | 地方議員票     | 党員・サポーター票 |
| - | -------- | ------------ | -------------- | ---------- | -------------- | ------------------ |
| 1 | 野田佳彦 | 818点（66%） | 422点（211票） | 7点（7票） | 93点（1026票） | 296点（70265票）   |
| 2 | 原口一博 | 154点（13%） | 062点（31票）  | 0点（0票） | 20点（222票）  | 072点（20693票）   |
| 3 | 赤松広隆 | 123点（10%） | 080点（40票）  | 1点（1票） | 18点（199票）  | 024点（9141票）    |
| 4 | 鹿野道彦 | 113点（9%）  | 086点（43票）  | 0点（0票） | 10点（113票）  | 017点（6976票）    |

- 国会議員は1人2ポイント、国政選挙の公認予定者9名は各1ポイント、地方議員2030人は得票に応じてポイントを比例配分、党員・サポーター32万6974人は都道府県ごとに付与したポイントを比例配分[11]。
- 欠席・無効票が計23ポイント[12]。

野田佳彦が大差で再選を決めた。